# Thierry Mugler

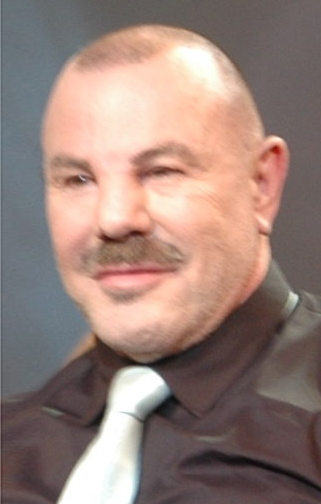
Mugler in 2014

Thierry Mugler (Straatsburg, 21 december 1948 - Parijs, 23 januari 2022) was een Frans modeontwerper en daarnaast ook parfumontwikkelaar, regisseur en fotograaf.  

## Biografie
Thierry Mugler was van 1962 tot 1967 danser bij het ballet van de Opera National du Rhin. In 1967 verhuisde hij naar Parijs om er zijn schetsen te verkopen aan onder andere Dorothée Bis en Cacharel.
In 1973 lanceert hij zijn eerste eigen merk, Café de Paris om in 1974 het modehuis Thierry Mugler op te richten. In 1978 opent hij een boetiek op de Place des Victoires.
In 1988 publiceert hij zijn eerste boek als fotograaf. In 1992 lanceert hij zijn eerste parfum Angel.
In 1997 verkoopt hij zijn modehuis aan de Clarins Groupe.

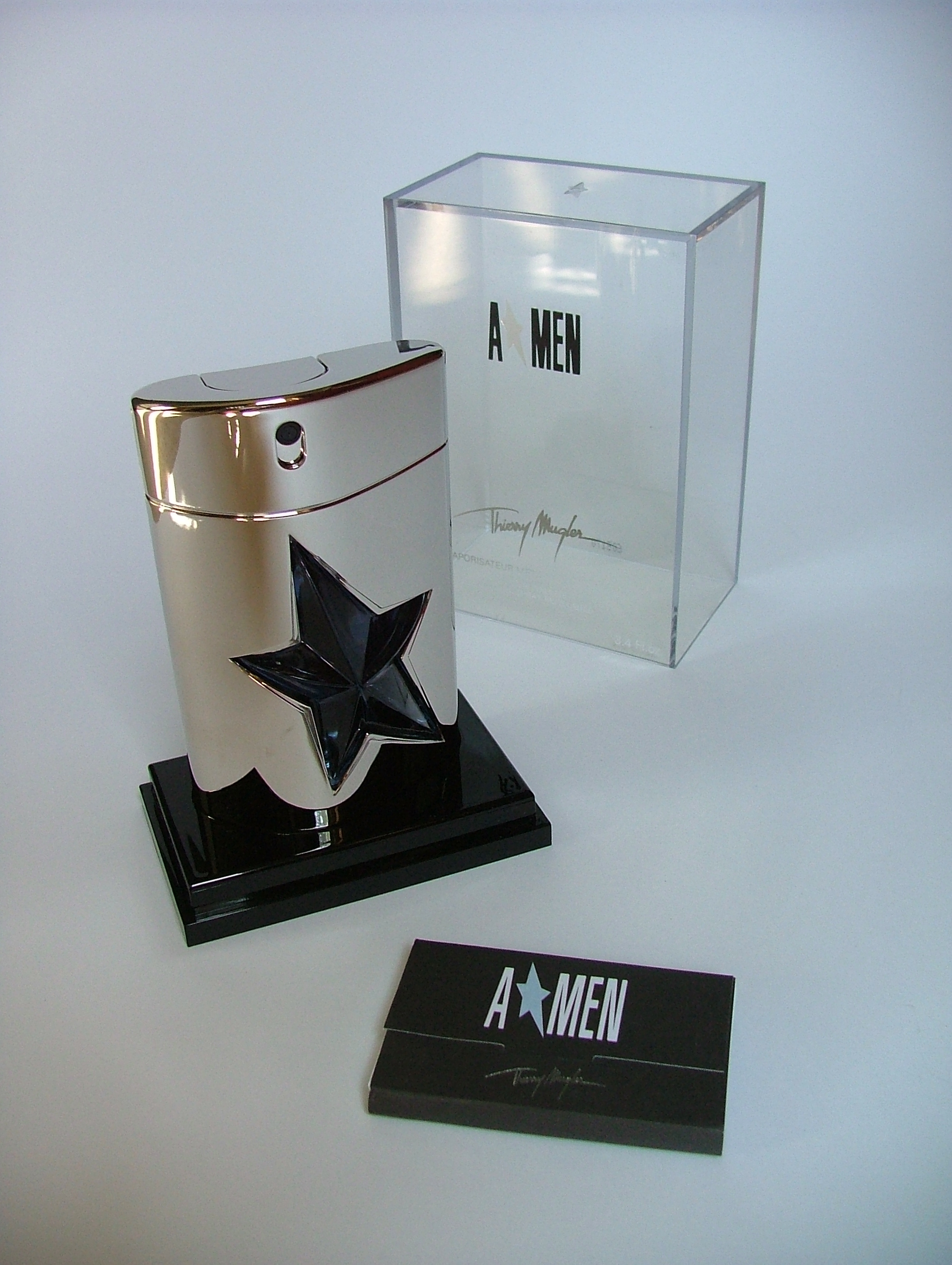
Angel

Sinds 2002 is hij niet meer actief in de modewereld en werd regisseur en kostuumontwerper voor Cirque du Soleil. Daarnaast was hij ook de regisseur van enkele korte films voor Canal+ en enkele reclamespots onder andere voor Gauloises in 1990. Ook regisseerde hij de videoclip Too Funky (George Michael) in 1992 en de tournee I am...(Beyoncé) in 2008, waar hij ook de kostums en decors ontwierp.
In 1994 speelt hij tevens mee in de film Prêt-à-Porter van Robert Altman.
In 2019 creëerde hij een ballet samen met de choreograaf Wayne McGregor.
Thierry Mugler stierf op 23 januari 2022 een natuurlijke dood. Hij werd 73 jaar.

## Realisaties

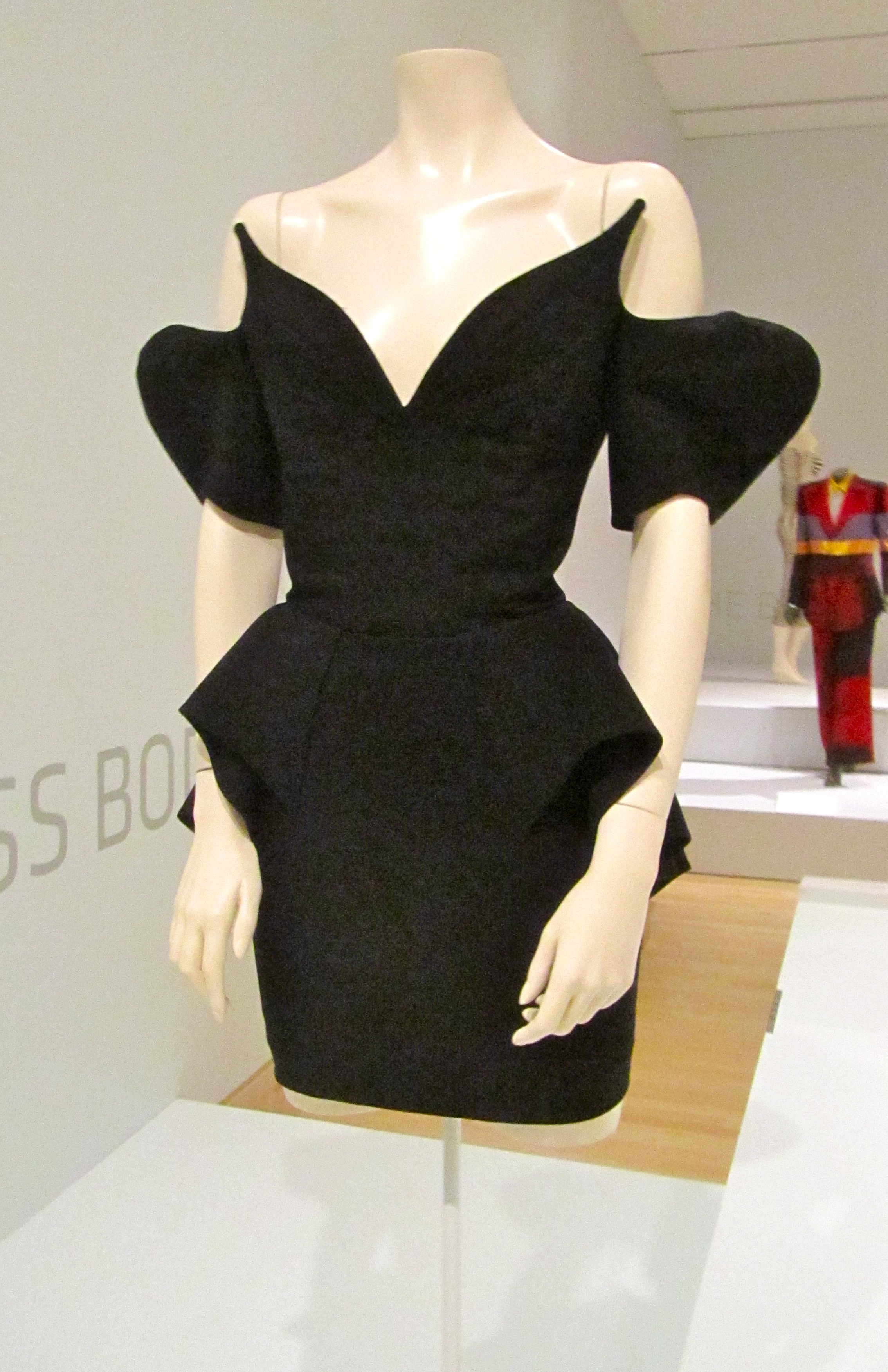
Kleed te zien in het Indianapolis Museum of Art.
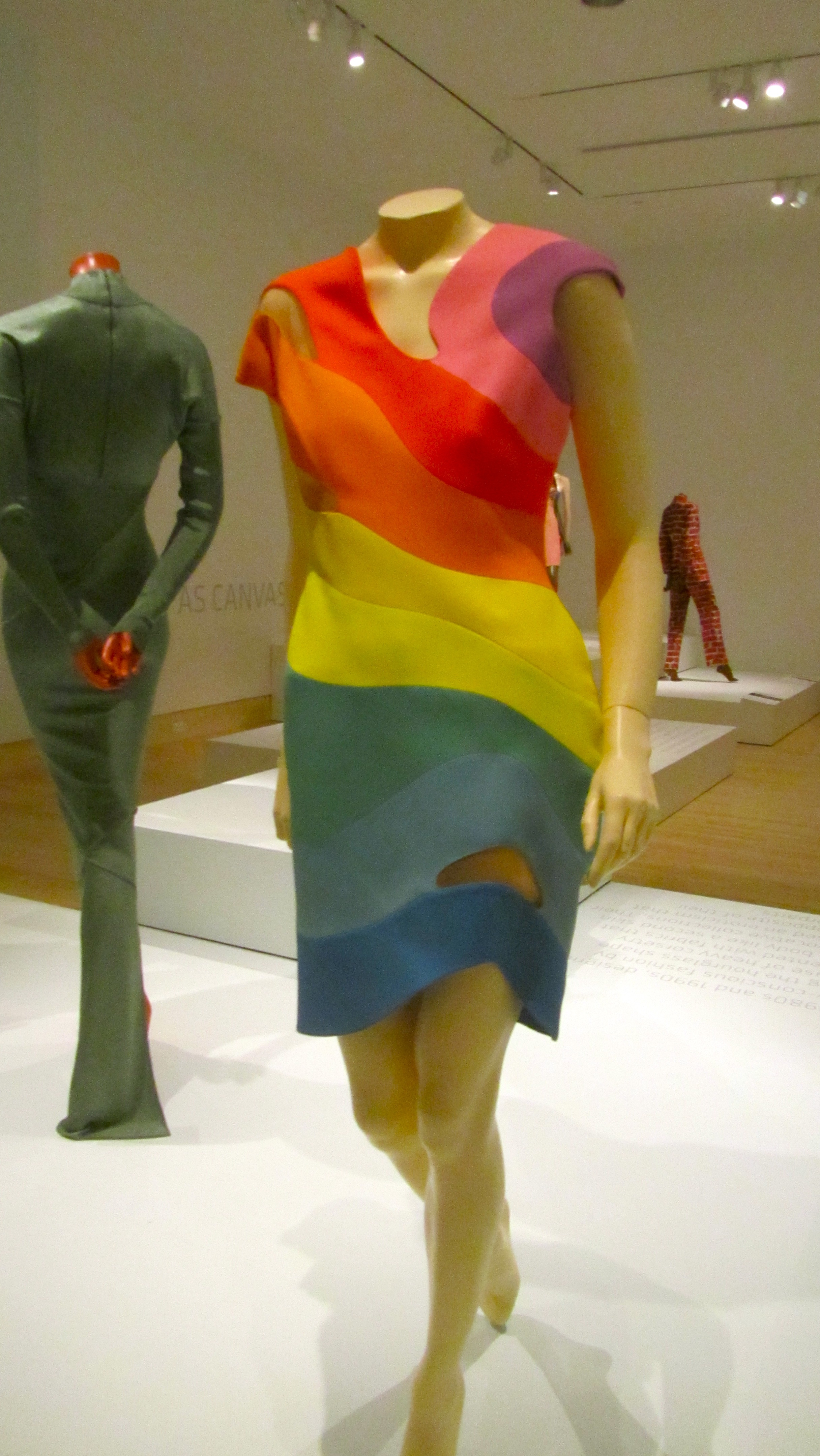
Regenboogkleed door Mugler

- Bibsys: 2031594
- Bibliothèque nationale de France: cb12105679r (data)
- CiNii: DA1351612X
- Gemeinsame Normdatei: 118932004
- International Standard Name Identifier: 0000 0000 8574 2070
- Library of Congress Control Number: n88199088
- MusicBrainz: 34ba07a8-cff0-4465-8cc2-903665164975
- National Gallery of Victoria: 9115
- Nationale bibliotheek van Australië: 35679396
- Nederlandse Thesaurus van Auteursnamen: 074538373
- PIC: 17665
- RKD-Nederlands Instituut voor Kunstgeschiedenis: 241371
- Système universitaire de documentation: 029427185
- Trove: 1039189
- Union List of Artist Names: 500059963
- Virtual International Authority File: 93085858
- WorldCat: E39PBJvMvKddYVJq7Fwgp3xJjC